# یواس‌اس اسنپر (اس‌پی-۲۷۱۴)
یواس‌اس اسنپر (اس‌پی-۲۷۱۴) (به انگلیسی: USS Snapper (SP-2714)) یک کشتی بود که طول آن ۸۴ فوت ۰ اینچ (۲۵٫۶۰ متر) بود. این کشتی در سال ۱۹۰۶ ساخته شد.